# Friedrich von Loën
Friedrich Freiherr von Loën (* 25. April 1787 in Cappeln; † 14. August 1868 in Dessau) war ein preußischer Major, anhaltischer Kammerherr und Oberhofmarschall, Rechtsritter des Johanniterordens und Offizier unter Ferdinand von Schill während der Koalitionskriege.

## Leben

### Herkunft und Familie
Von Loën war Sohn des Johann Justus von Loën (1737–1803) und dessen Ehefrau Prinzessin Henriette Katharina Agnes von Anhalt-Dessau (1744–1799), Tochter des Fürsten Leopold II. Maximilian (Anhalt-Dessau). Er heiratete am 26. April 1815 in Berlin Albertine, geb. von Hedemann (1792–1869). Die beiden hatten mehrere Kinder, darunter die drei Söhne Leopold von Loën (1817–1895), preußischer General der Infanterie, Hugo von Loën (1819–1890), preußischer Offizier, königlicher Hofmeister und Kammerherr und August von Loën (1828–1887), Generalintendant des Hoftheaters in Weimar.

### Karriere
Am 13. Februar 1803 trat er während der Koalitionskriege dem Infanterieregiment Nr. 6 bei. Bis zum Jahre 1806 wurde er jüngster Unterleutnant im Infanterieregiment Nr. 18. Bis 1808 trat er dem 2. Brandenburgischen Husaren-Regiment bei, wo er unter Ferdinand von Schill als Unterleutnant in der Kavallerie kämpfte. Ende 1811 wurde er Teil der King’s German Legion als Kornett im 1. Leichten Dragoner-Regiment. Zuletzt diente er seit dem 10. Dezember 1811 im 15. Britischen Dragoner-Regiment.
1819 wurde er zum Ehrenritter des Johanniterordens geschlagen. Bis 1851 wurde er zum Major der preußischen Armee befördert und im Hofstaat Anhalt-Dessaus als Kammerherr angestellt. Bis 1867 wurde er zum Oberhofmarschall im vereinigten Anhalt ernannt.

## Auszeichnungen
- Komtur II. Klasse des Hausorden Albrecht des Bären am 18. Mai 1843
- Großkreuz des Hausorden Albrecht des Bären am 26. April 1865
- Großkreuz des Herzoglichen Sachsen-Ernestinischen Hausorden
- Großkreuz des Militär- und Zivildienst-Orden Adolphs von Nassau
- Kommandeur I. Klasse des Guelphen-Orden
- Ehrenritter des Johanniterorden seit 1819
- I. Klasse des roten Adlerorden
- II. Klasse des Eisernen Kreuzes
- Kriegsdenkmünze für 1813/15 (Preußen)